# Winkelcentrum Emmerhout
Winkelcentrum Emmerhout is een winkelcentrum in de wijk Emmerhout van de Drentse plaats Emmen.

## Geschiedenis
Het oorspronkelijke winkelcentrum werd in 1970 ontworpen door Arno Nicolaï. Het was voor die tijd een zeer modern ontwerp, omdat het gedeeltelijk onder de Houtweg werd aangelegd. Het winkelcentrum lag onder het maaiveld en was alleen toegankelijk voor fietsers en voetgangers. Rondom het complex lagen vier parkeerplaatsen en middels trappen kon het winkelcentrum worden betreden. Op de hoogte van het maaiveld bevonden zich kantoren. Op vier plaatsen stonden flatgebouwen, waarvan de Woontoren Emmerhout de hoogste was.
Vanuit het laaggelegen winkelcentrum was de Houtweg met het autoverkeer zichtbaar. De weg werd aan beide zijden afgeschermd met kantelen.
In het winkelcentrum kwam de rechthoekige vorm, die kenmerkend is voor de gehele wijk, telkens op verschillende manieren terug. De flatgebouwen, het vooraanzicht van de winkels en kantoren, de kantelen, de zuilen en de ook plattegrond lieten deze vorm zien.
In 2010 werd het oude winkelcentrum gesloopt en vervangen door nieuwbouw. Het oude winkelcentrum was door de verdiepte ligging slecht toegankelijk voor ouderen en mensen met een handicap, ook veroorzaakte jeugd- en jongerengroepen overlast. Tijdens de sloop zijn de woontorens bewaard gebleven. Eind oktober 2012 openden de eerste winkels nieuwe winkels en sinds eind 2012 is het gehele winkelcentrum in gebruik.

### Afbeeldingen oude situatie

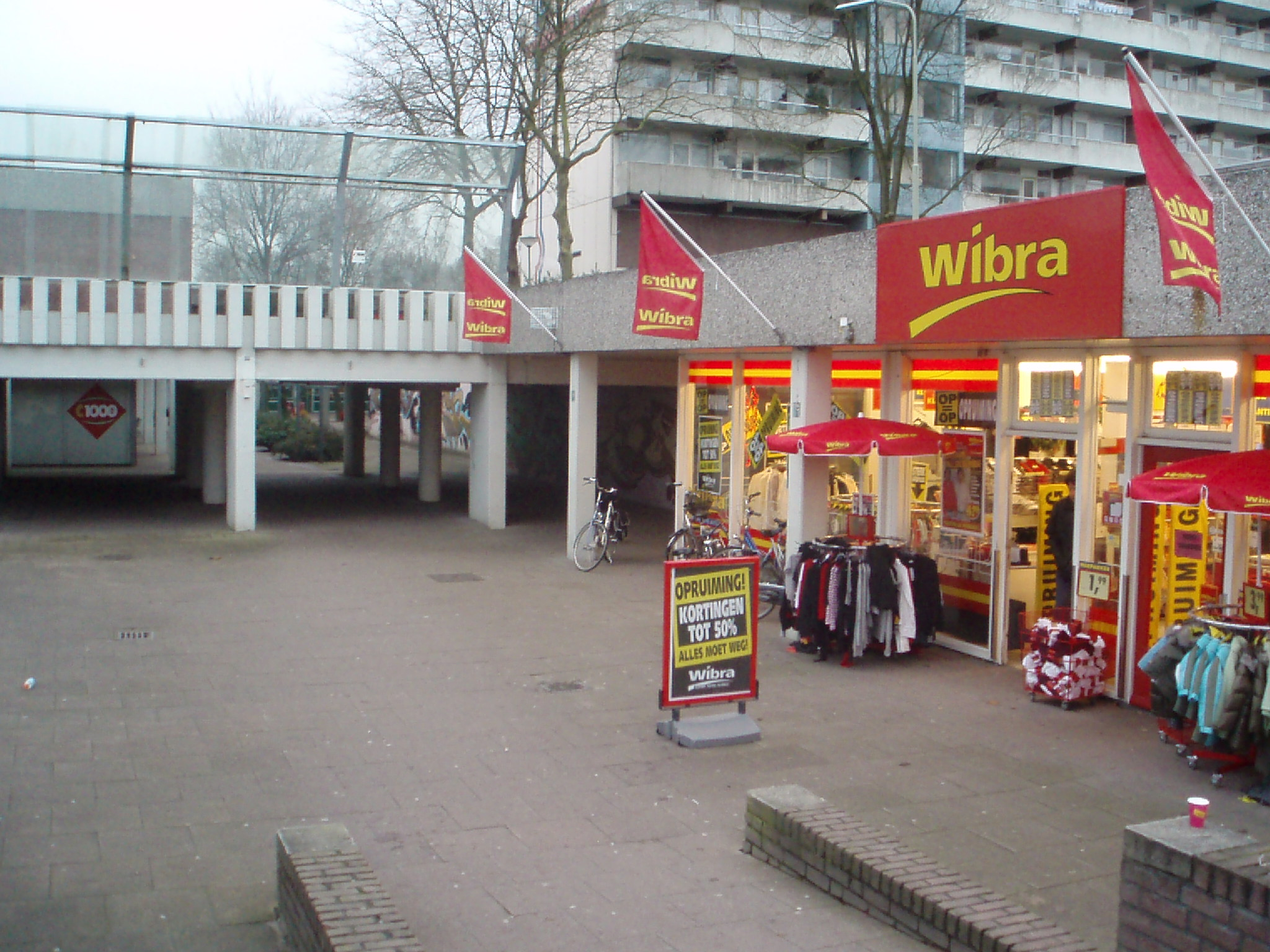
De bovengelegen Houtweg en de beschermende kantelen
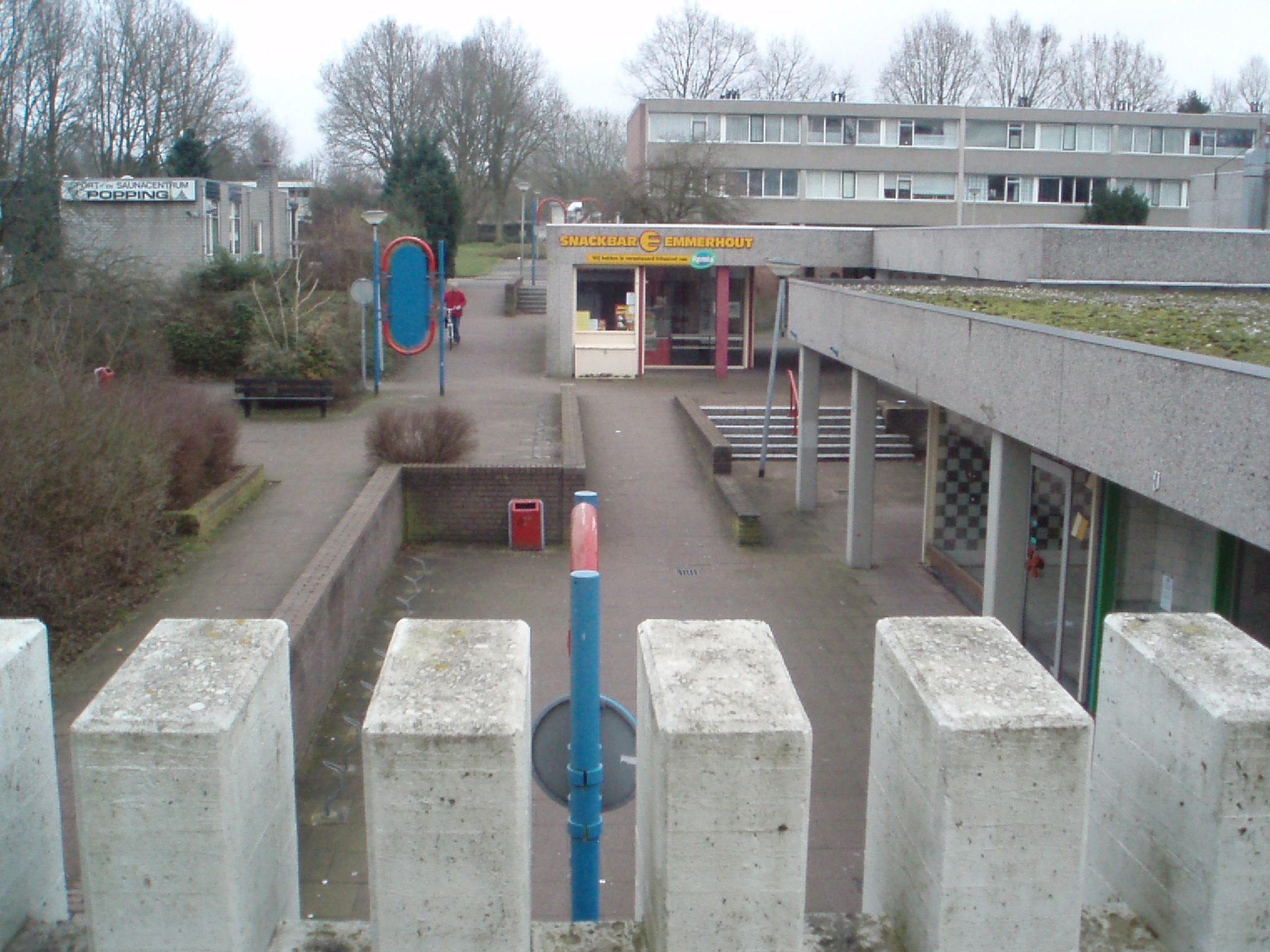
Hoogteverschillen, gezien van de Houtweg
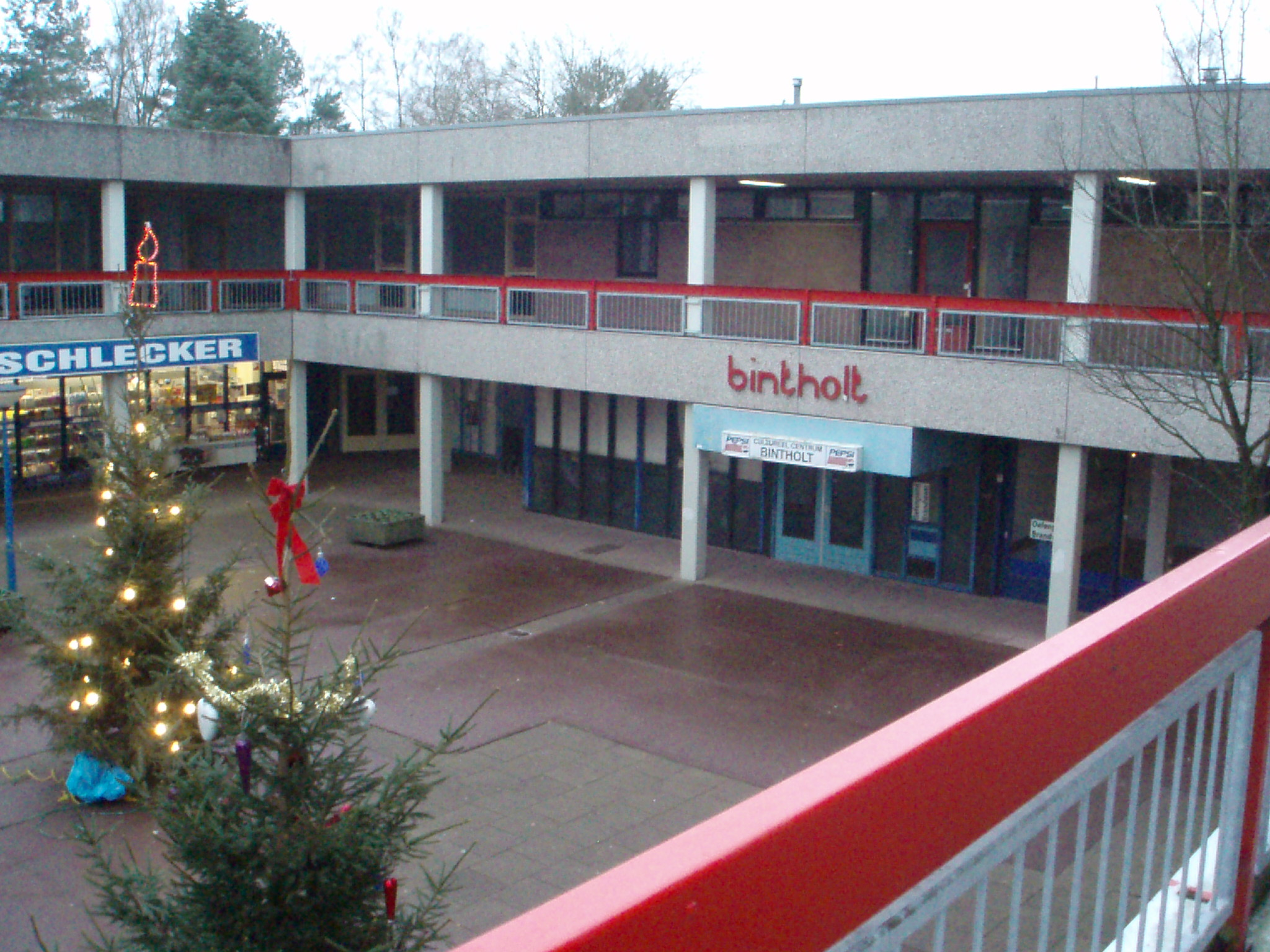
De kantoorpanden boven de winkels bevonden zich op het niveau van het maaiveld
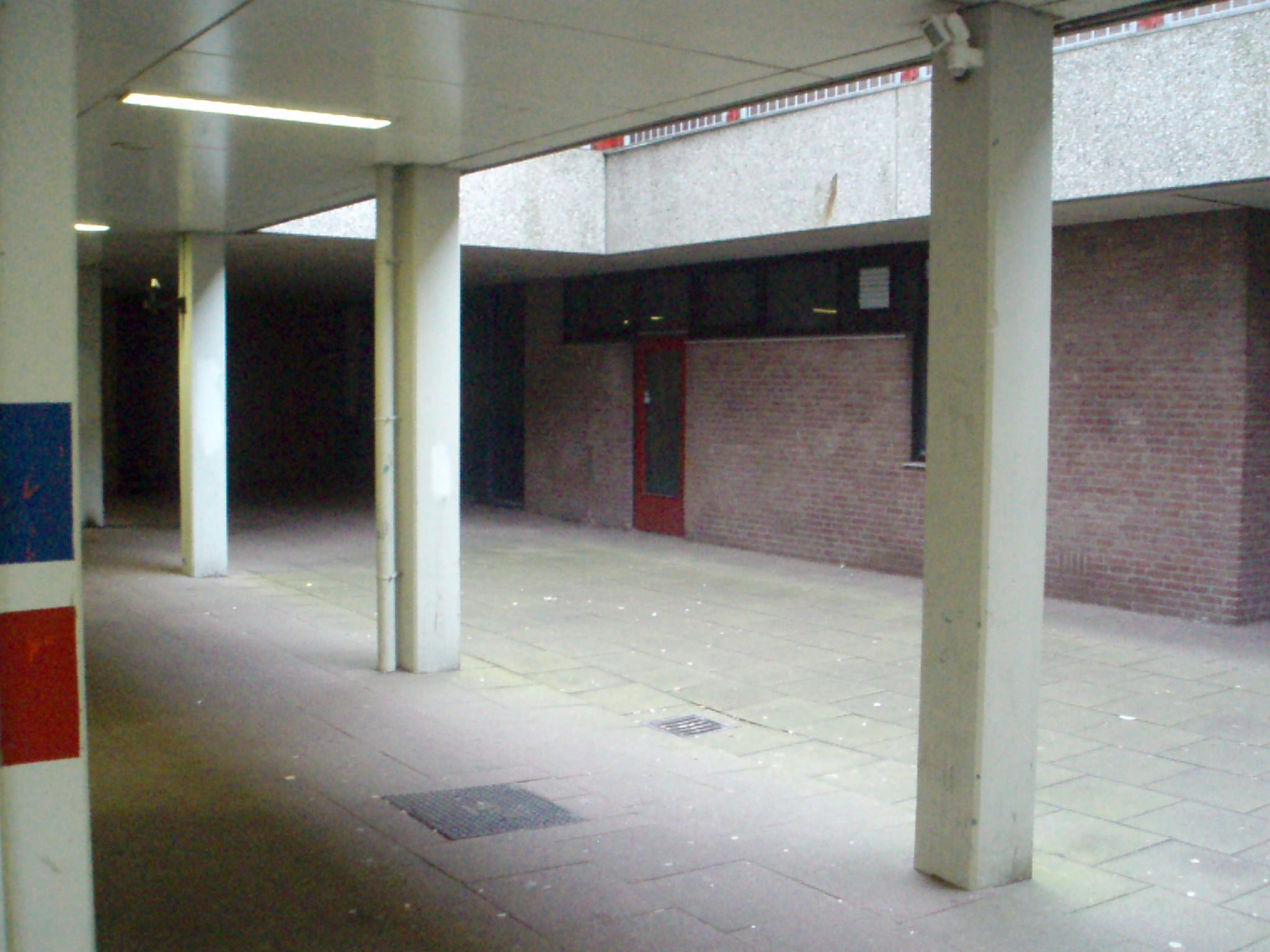
Kenmerkende rechte vormen
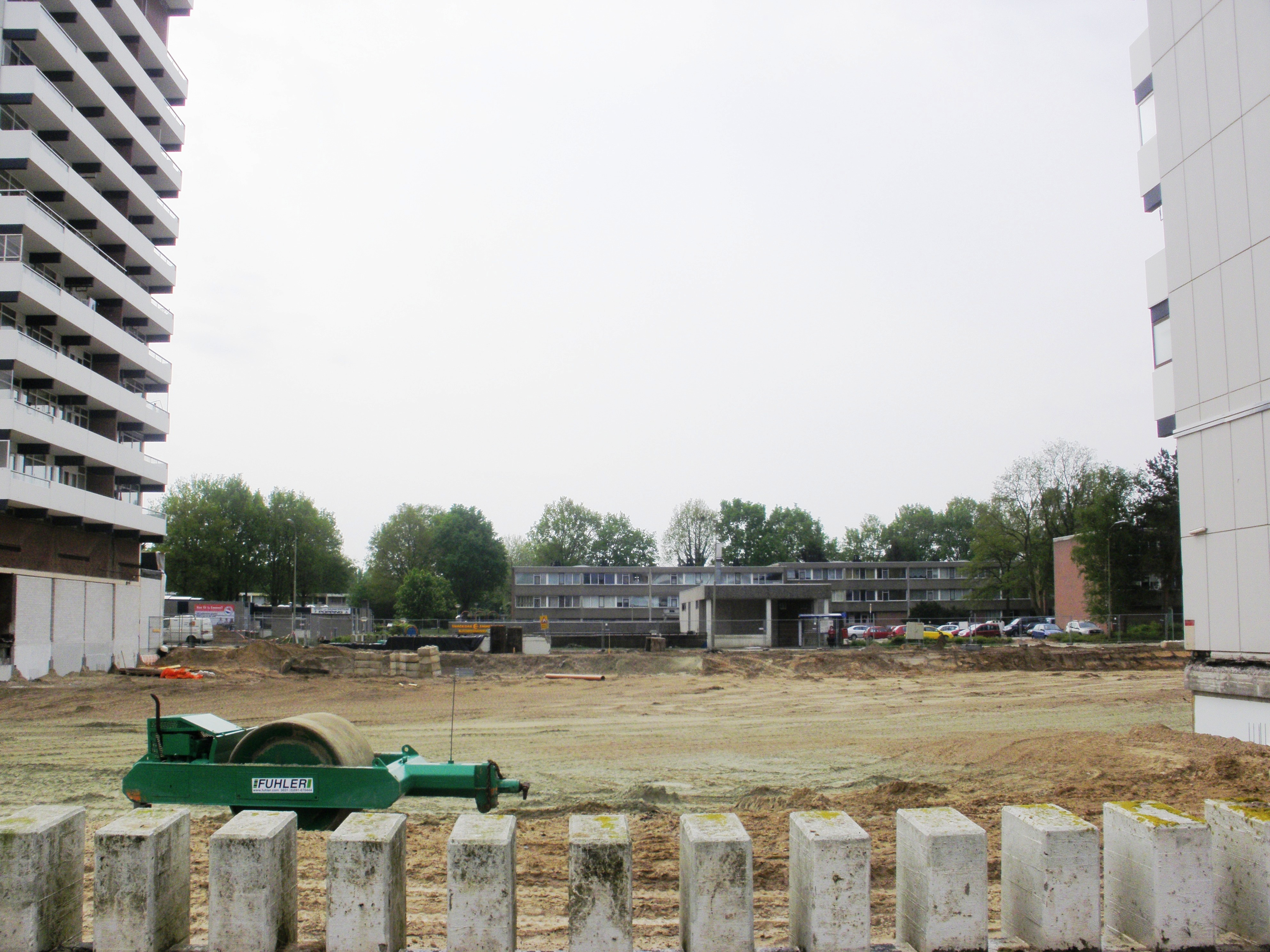
Na de sloop, het nieuwe winkelcentrum werd op dezelfde plek gebouwd.